# Vincenzo Ugolini
Vincenzo Ugolini (ur. około 1580 w Perugii, zm. 6 maja 1638 w Rzymie) – włoski kompozytor.

## Życiorys
W latach 1592–1594 był uczniem Giovanniego Bernardina Nanina w szkole chórzystów przy kościele San Luigi dei Francesi w Rzymie, gdzie od 1600 roku był śpiewakiem. Od 1603 do 1609 roku pełnił funkcję kapelmistrza w bazylice Santa Maria Maggiore. W latach 1610–1614 działał przy katedrze w Benewencie. W 1614 roku wrócił do Rzymu, gdzie został dyrektorem muzycznym na dworze kardynała Pompeo Arrigoniego. Od 1616 do 1620 roku był kapelmistrzem w kościele San Luigi dei Francesi. W latach 1620–1626 pełnił funkcję kapelmistrza w Cappella Giulia w bazylice św. Piotra. Przygotował oprawę muzyczną Roku Jubileuszowego 1625. W 1628 roku uczestniczył w ślubie księcia Edwarda I Farnese w Parmie. W 1631 roku wrócił na stanowisko kapelmistrza w kościele San Luigi dei Francesi.
Jego uczniami byli Orazio Benevoli i Baldassare Ferri.
Wydał 4 zbiory motetów na 1–4 głosy (1616–1619), księgę psalmów na 8 głosów i basso continuo (1628), księgę psalmów i motetów na dwa głosy i basso continuo (1630), dwa zbiory madrygałów na 5 głosów (1630). Nawiązywał do dorobku Palestriny. W swojej twórczości łączył elementy techniki kontrapunktycznej i koncertowej. Często stosował kanony, kontrastował odcinki solowe i zespołowe.